# Renzo Rivolta

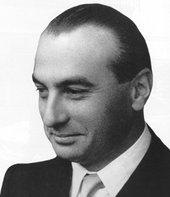
Renzo Rivolta

Renzo Rivolta (* 5. September 1908; † 20. August 1966 in Mailand) war ein italienischer Ingenieur.
Renzo Rivolta ließ in den 1950er Jahren die Isetta entwickeln und verkaufte sie durch seine Firma Iso. Die Isetta wurde durch ein Lizenzgeschäft mit BMW weltbekannt. In den 1960er Jahren machte er mit Sportwagen und seiner Firma Iso Rivolta auf sich aufmerksam.